# Zutphen

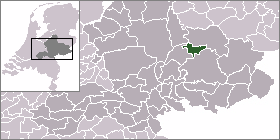
Localização de Zutphen

Zutphen é uma das cidades mais antigas dos Países Baixos, localizada na província de Guéldria. Situa-se a cerca de 30 km a nordeste de Arnhem, na margem oriental do Rio Issel, no ponto onde se junta o Berkel.
Sua população foi estimada em 46 709 habitantes em 2008.